# Familia Fleetwood
La familia Fleetwood es una Casa Noble sueca de origen inglés. 

## Orígenes
Casa fundada en 1320 por William Fleetwood natural de Lancashire por matrimonio con Gwlladis única hija y heredera de Meredith, bisnieto de Owain Gwynedd, Rey de Gwynedd, en el norte de Gales.
Ya siendo Landed gentry en Inglaterra,  durante el Siglo XVII Sir George Fleetwood funda línea en Suecia al incorporarse al estamento noble sirviendo como Coronel. Hoja de servicios que culminará como General y Krigsråd en el Consejo Real de Guerra.

## Incorporación estamental en Suecia
Sir George Fleetwood fue investido caballero el 3 de junio de 1632 por Carlos I de Inglaterra y, con posterioridad, en Suecia el 29 de enero de 1649 por el rey Gustavo II Adolfo de Suecia. 
Creado Barón el 1 de junio de 1654 en el castillo de Upsala por la reina Cristina de Suecia, y presentado como tal en el Riddarhuset (Estocolmo) el 19 de junio de 1654 con el n.º 49 de la curia baronial.
Desde entonces los Fleetwood ostentan representación en la Casa de la Nobleza, también conocida como Riddarhuset.